# Monasterio de Nuestra Señora de la Piedad (Casalarreina)
El monasterio de Nuestra Señora de la Piedad, más conocido simplemente como monasterio de La Piedad, en Casalarreina, La Rioja (España), es un cenobio de monjas Dominicas Contemplativas construido a principios del siglo XVI en los estilos gótico isabelino y renacentista plateresco. Es el único monasterio de España inaugurado por un papa.

## Historia
El convento comenzó a construirse el 10 de abril de 1514 por orden de Juan Fernández de Velasco, obispo de las diócesis de Calahorra y Palencia, tras la concesión realizada por parte del papa Julio II en 1509. 
En 1520 fallecía el obispo, dejando en testamento que sería su hermano residente en Oña, Íñigo Fernández de Velasco, condestable de Castilla, quien continuaría sufragando los gastos según las decisiones que serían tomadas por Isabel de Guzmán y Velasco, sobrina de los Fernández de Velasco, pero sin especificar para qué orden religiosa. Cuando Iñigo fue informado de que la orden que habitaría el convento era la de los Dominicos, acudió a Casalarreina para cesar todo su apoyo a no ser que fueran los franciscanos los que lo ocuparan.
Esto no fue así, ya que Isabel se convirtió en priora y tenía la potestad de elegir la orden tal y como constaba en el testamento de su tío el prelado y por la orden papal. El conflicto familiar provocó un parón en las obras. Reanudadas las mismas, aunque nunca concluidas según el proyecto original, la iglesia fue consagrada el 13 de marzo de 1522, aprovechando la visita del papa electo Adriano VI, que pernoctó en Casalarreina en su camino hacia Roma, donde debía tomar posesión del pontificado. En 1523 el condestable entregó formalmente el edificio a su sobrina y a Fray Pedro Lozano, prior del convento de San Pablo de Burgos, quienes establecieron en él un monasterio de monjas dominicas. En 1524 cesaron las obras.

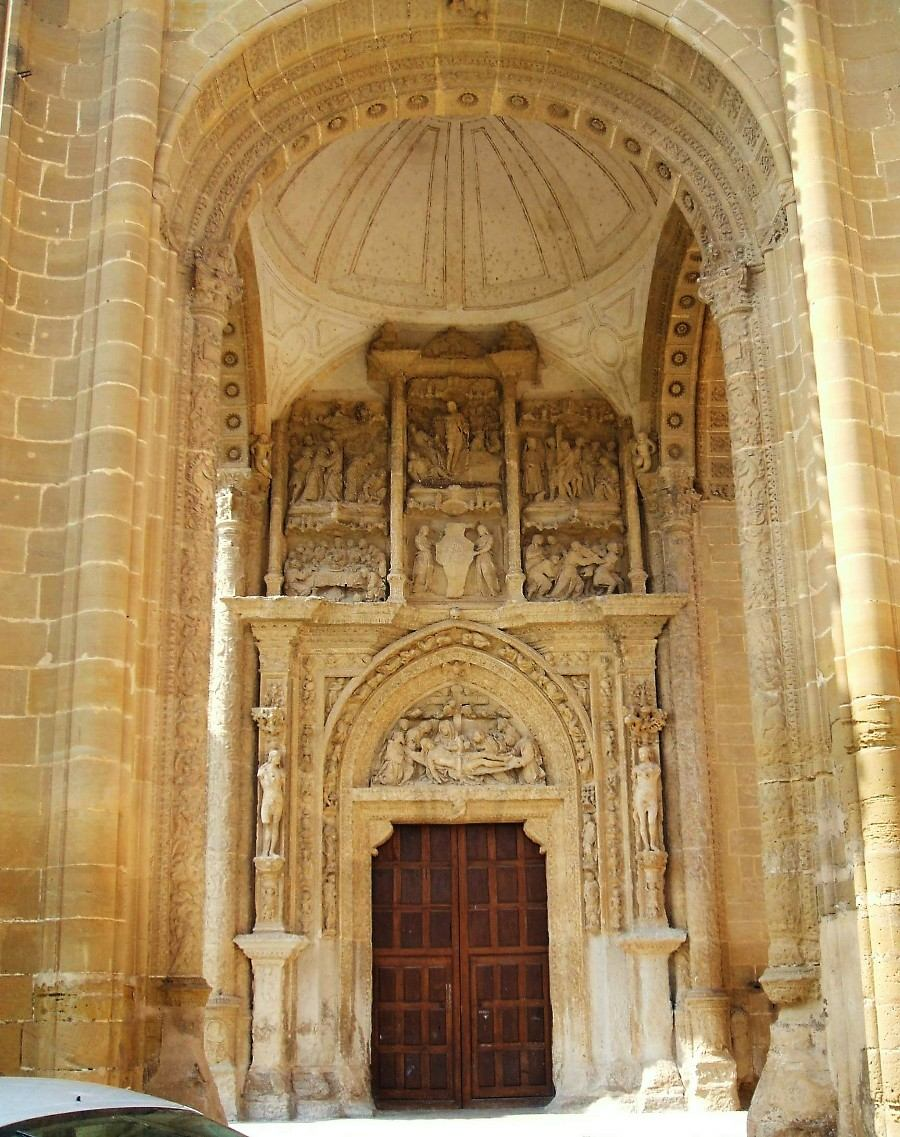
Portada plateresca de la iglesia.

Pese a los avatares de la historia, los despojos ocasionados por la invasión napoleónica, la desamortización de Mendizábal y el paso del tiempo, el monasterio, declarado en 1977 Bien de Interés Cultural con rango de Monumento Histórico-Artístico de interés nacional, ha llegado hasta nuestros días en buenas condiciones. Además de como cenobio de clausura, parte de las dependencias conventuales fueron destinadas a usos educativos, dando lugar al Colegio de San Nicolás y al Colegio de señoritas de Nuestra Señora de la Piedad, donde se impartían clases de cultura y varios idiomas a un selecto alumnado femenino, procedente de la burguesía Riojana y de los señoríos norteños. 
El edificio ocupado antiguamente por el colegio femenino ha sido acondicionado como negocio hostelero, albergado en la actualidad la Hospedería Señorío de Casalarreina. Recientemente (2006), tras una labor de acondicionamiento, las más importantes dependencias del monasterio, incluidos iglesia, sacristía, coro y claustro, han sido reabiertas al público, que puede conocerlas mediante visitas guiadas y donde se celebran conciertos de música antigua. El resto del edificio no es visitable al conformar la clausura de las treinta y dos hermanas que viven en comunidad.

## Descripción

### Iglesia
El edificio, construido con simétricos lienzos de sillería, presenta un aspecto horizontal y poligonal al carecer de una espadaña prominente. Posee cabecera trebolada con contrafuertes prismáticos y circulares y todo el perímetro presenta una pronunciada cornisa de varias franjas con motivos geométricos alternados. Sencillos contrafuertes conectan los cinco tramos de la nave con las capillas laterales. La traza de la fábrica, pese a la mínima ornamentación, responde al estilo gótico isabelino más postrero.
Inmediatamente llama la atención la portada de la iglesia, abierta en el tercer tramo de la nave del Evangelio (septentrional) y ejecutada con arreglo al estilo plateresco. Labrada en piedra a modo de retablo, y guarnecida por un atrio abierto con tres arcos de medio punto y rematado con cúpula sobre pechinas, esta portada es del taller de Felipe Vigarny, trabajando en su taller los escultores Juan de Balmaseda, Cristóbal de Forcia y Juan de Cabreros.

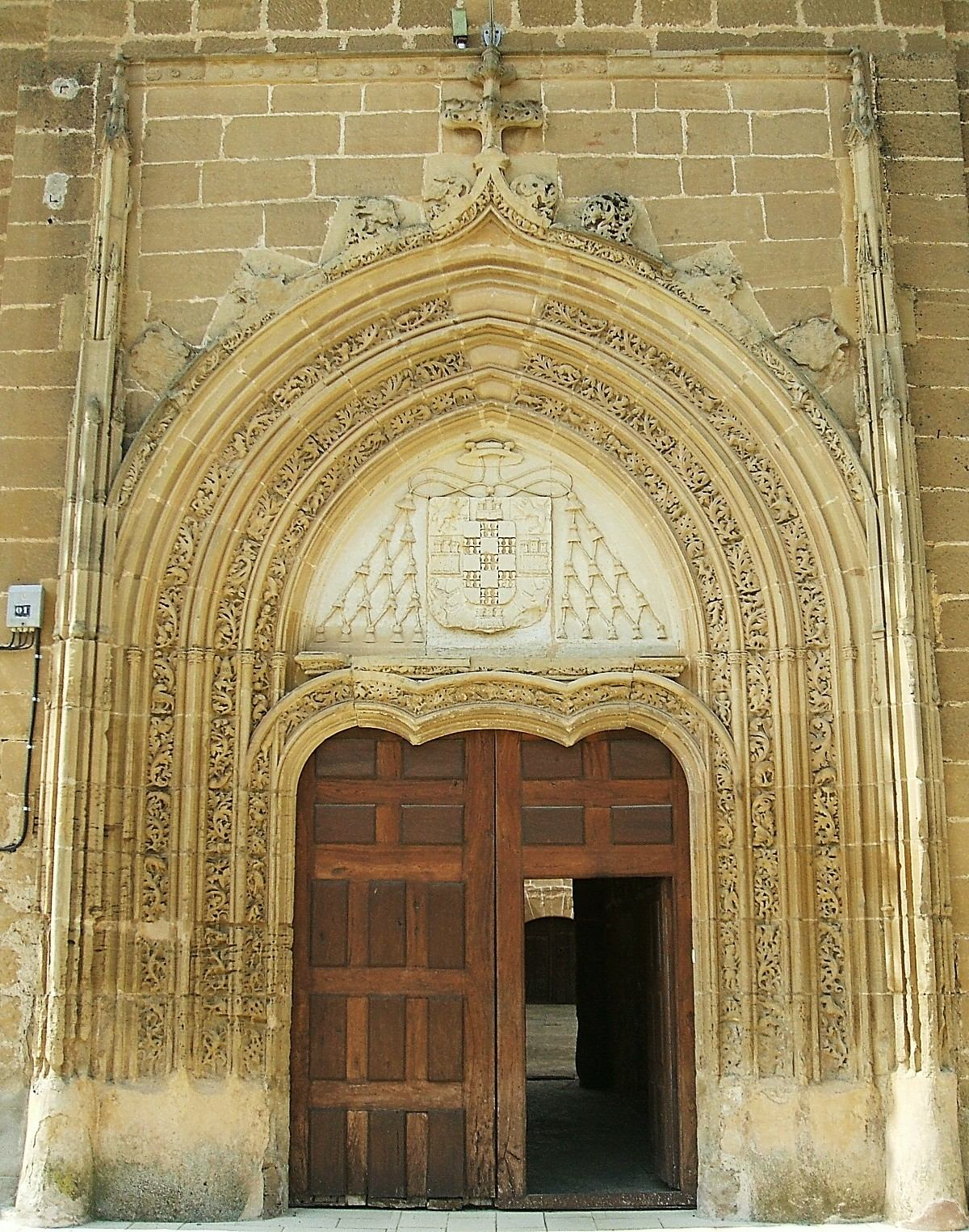
Portada gótica de acceso al monasterio.

La iconografía es abundante, domina el tema "candieleri". Utiliza alegorías humanistas es del renacimiento más primitivo que se introduce en España. No obstante el maltrato del tiempo, pueden identificarse bien los motivos escultóricos en relieve. En la parte inferior, entre columnas estípites y bajo un arco apuntado a modo de reminiscencia gótica, una Piedad llena el tímpano, justo encima del dintel de la puerta. En el vértice del tímpano aparece un pelícano, símbolo de la Eucaristía. En la parte superior se disponen en tres calles seis escenas con la Pasión de Cristo, presentado como el Hombre Nuevo (Cristianismo) que viene a salvar al Hombre Viejo (paganismo). Todo el conjunto está decorado con figurillas humanas de corte alegórico, ángeles, conchas, jarrones, detalles florales y labor de bordado a candelieri, motivos todos típicos del arte plateresco. 
Sin abandonar el muro norte, prolongando el perímetro de la iglesia, se abre otra portada que da paso a un patio porticado, el cual distribuye los accesos a la clausura conventual y a la sacristía de la iglesia. Su estilo es gótico flamígero. Se compone de arco apuntado de cuatro arquivoltas con trasdós conopial festoneado con cardinas y rematado con un cogollo en forma de cruz. En los extremos, dos columnas aciculares adosadas. En el tímpano, el escudo de Juan Fernández de Velasco, Obispo de Calahorra, promotor de la obra. Bajo él, el dintel de la puerta, de forma trilobulada. Arquivoltas y jambas están trabajadas en filigrana, combinando hojarasca gótica con un sinfín de curiosos personajes y animales.
El interior del templo es espacioso, pese a su única nave, y luminoso, gracias a la claridad que filtran los ventanales. Bóvedas de crucería compleja cubren los tramos, en particular el espacio presbiterial de la cabecera, donde terceletes y combados dibujan un trébol de cuatro hojas. El diseño de las bóvedas nos lleva al área segoviana (iglesia del Monasterio del Parral) y a las obras de Juan Guas. Alumno destacado suyo fue Juan Gil de Hontañon, autor de las trazas de la iglesia. En la misma trabajó el taller de Felipe Vigarny, que por entonces, hacia 1517, incluía a Juan de Rasines, futuro maestro de obras de los Velasco.

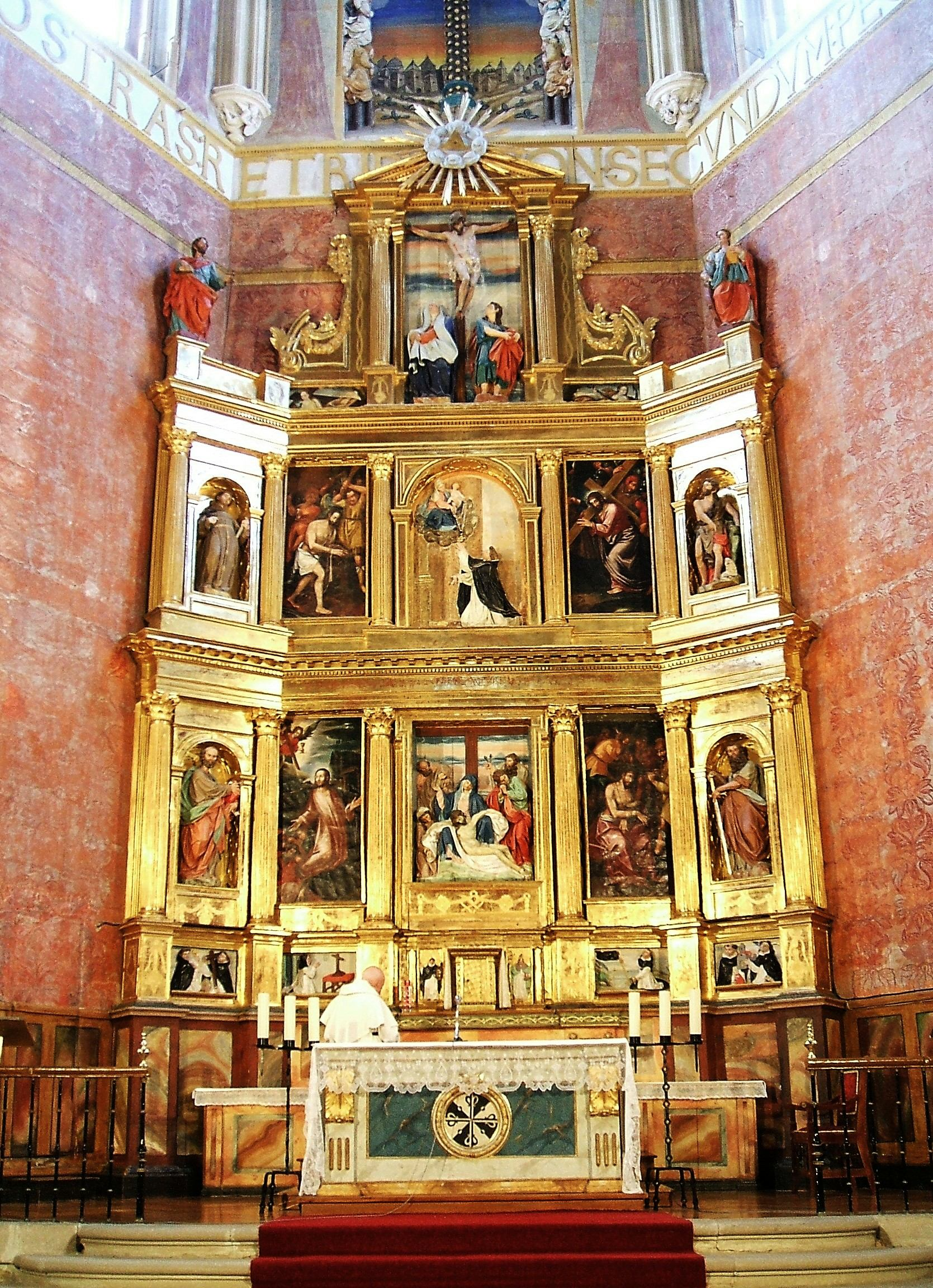
Retablo mayor barroco.

Adosado al ochavo central del ábside de tres lados sorprende al visitante el magnífico retablo mayor, realizado en estilo barroco clasicista hacia 1621 por el artista vallisoletano Juan de Garay. La mazonería se compone de predela, dos 
cuerpos de cinco calles separadas por columnas de orden corintio y ático con el Calvario. Tallas de bulto redondo cubren los espacios del ático, las calles de los extremos y la calle central, donde se disponen una Piedad y, sobre ella, bajo arcosolio, la entrega del Santo Rosario por la Virgen María a Santo Domingo de Guzmán. Estas esculturas se atribuyen a los navarros Juan de Biniés y Pedro Martínez. En las calles intermedias, cuatro lienzos con escenas de la Pasión pintados por los maestros tudelanos Juan de Lumbier y Pedro Fuentes. La sensación estética es acentuada por el contraste entre el brillante dorado de la mazonería y la policromía de tallas y cuadros.
En la nave y en las capillas laterales en forma de nicho y comunicadas entre sí se disponen otros retablos barrocos y un retablito plateresco. En el suelo de la nave, una losa de mármol perteneciente a Juan Fernández de Velasco proclama en un epitafio compuesto con letras doradas: «Oh Jesús, no mires mis males porque no olvides tu nombre».Entre el mobiliario religioso que puede contemplarse destacan una Virgen con el Niño de alabastro policromado de estilo gótico de la segunda mitad del siglo XV y una cruz relicario de plata dorada del XVI. 
A los pies del templo se sitúa, en piso elevado, el coro de las monjas, con notable sillería de nogal de estilo plateresco. Al mismo se accede por una escalera y por una puerta de traza plateresca que está casi rodeada por la estructura de la sillería. Parecida, aunque más artística, es la puerta que en la planta baja da acceso al claustro.

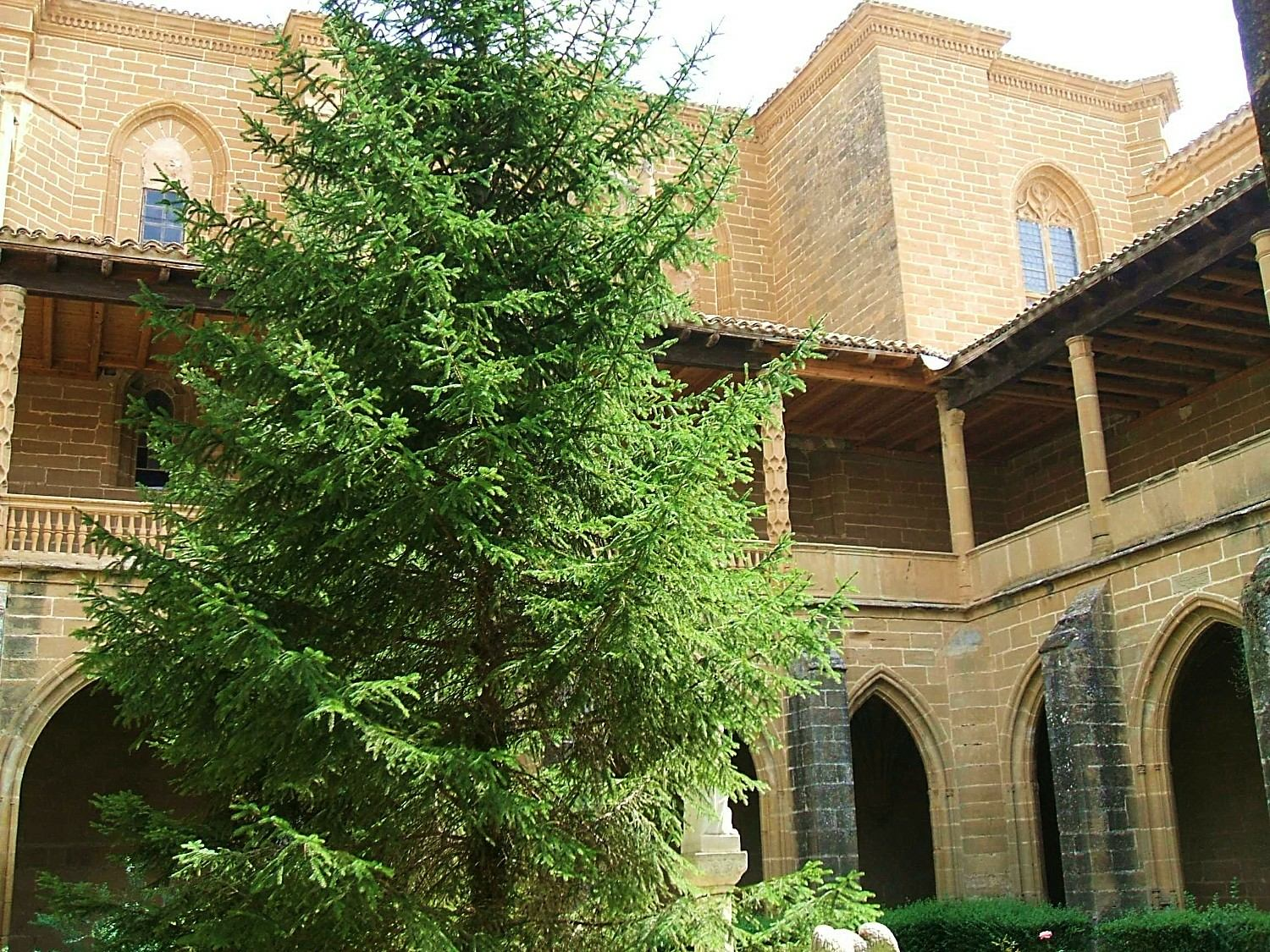
Claustro monacal.

### Claustro
El claustro, adosado al lado sur de la iglesia, es de planta cuadrada y tiene doble piso. Las crujías inferiores están formadas por arcos apuntados separados por contrafuertes de descarga en la parte exterior y las cubren bóvedas de crucería con terceletes cuyos nervios convergen y descansan en pilares fasciculados y, al otro lado, en ménsulas de pared ornamentadas con motivos zoológicos, florales y hombrecillos desnudos. Cada panda consta de cinco tramos. El piso superior tiene forma de galería cuadrada sustentada en pilares de fuste redondo -cuatro de ellos, los más antiguos, tallados con casetones irregulares-, con balaustrada de radios y cubierta adintelada con techumbre de madera.

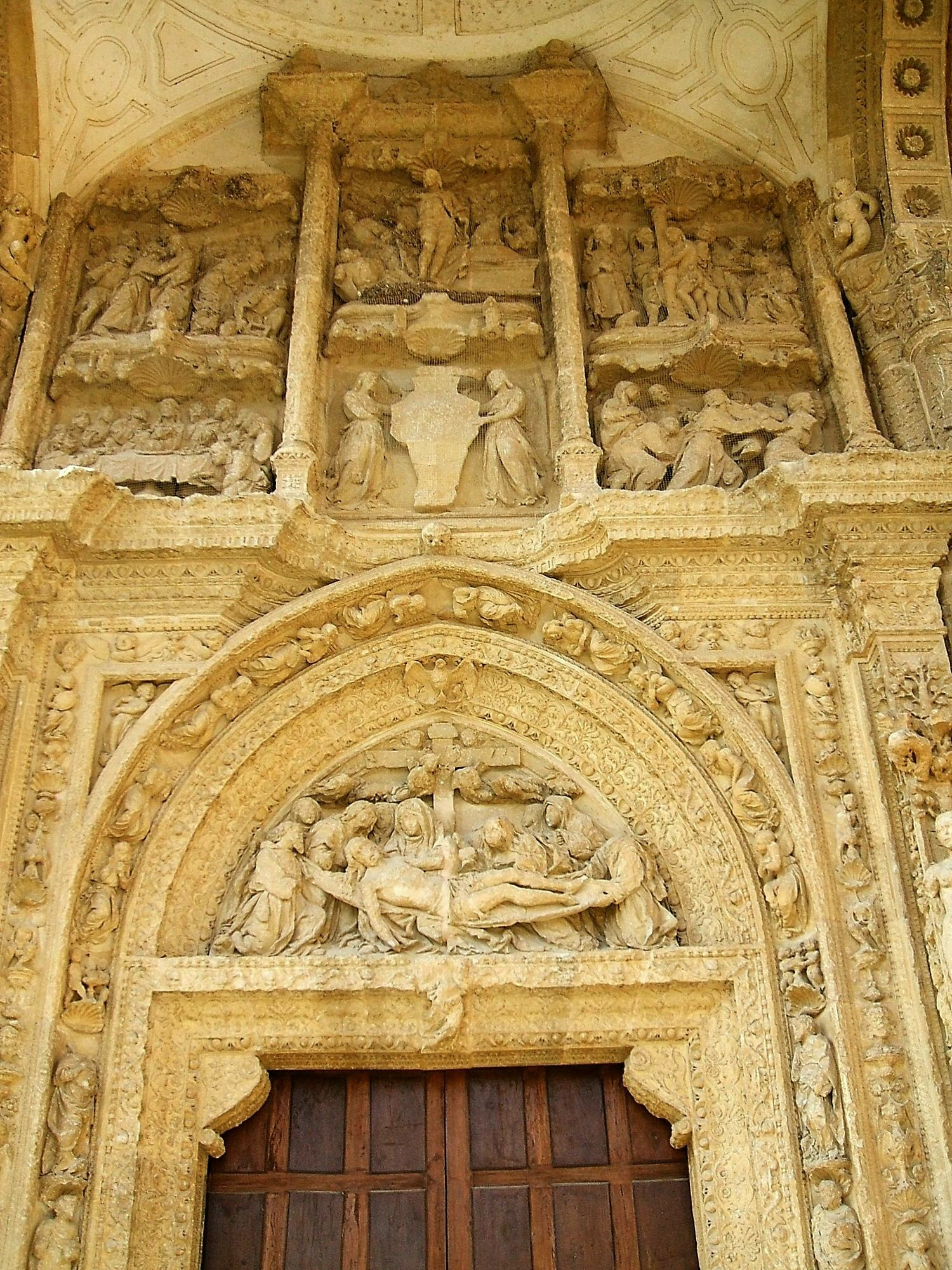
Portada plateresca
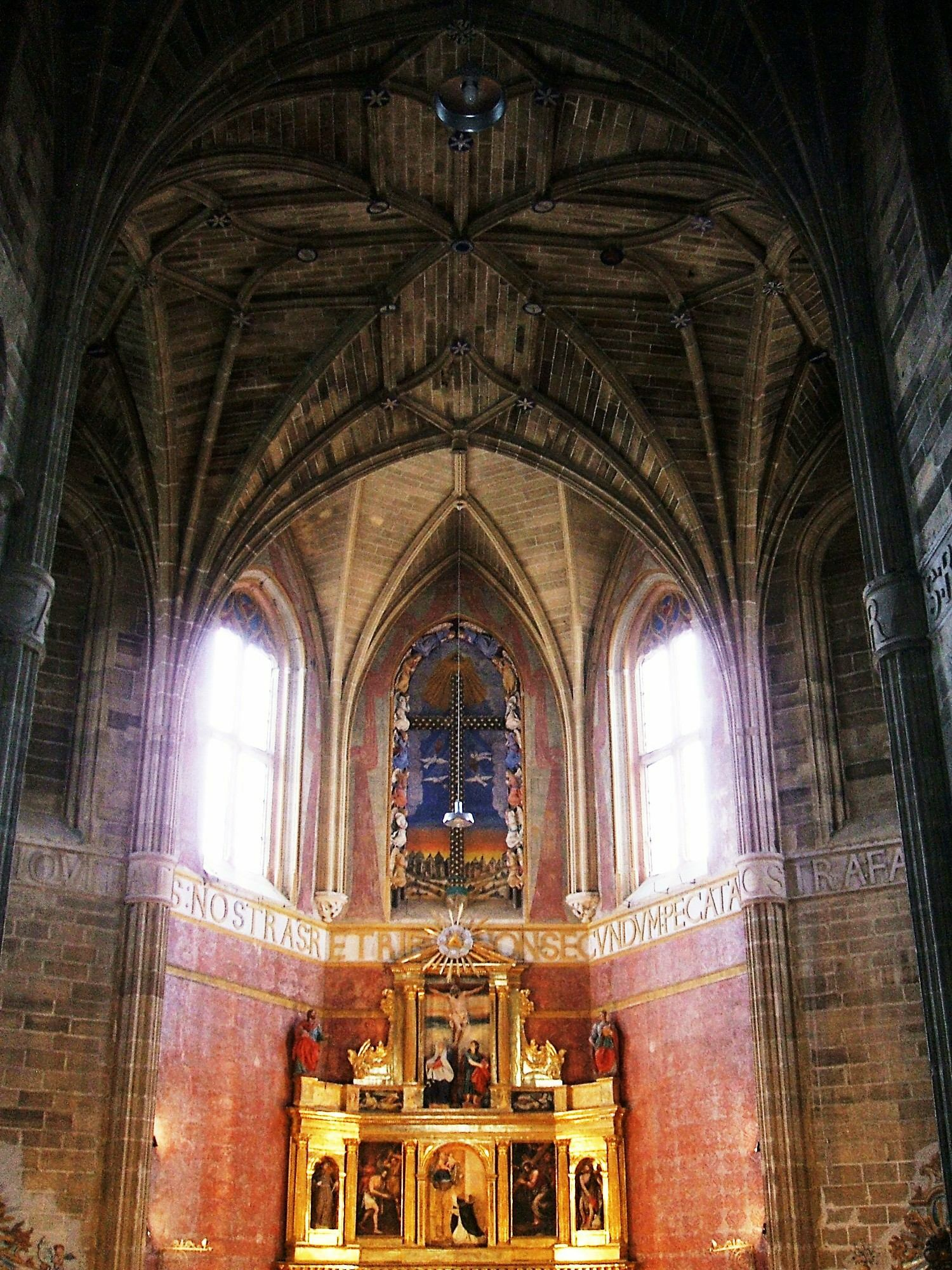
Cabecera de la iglesia
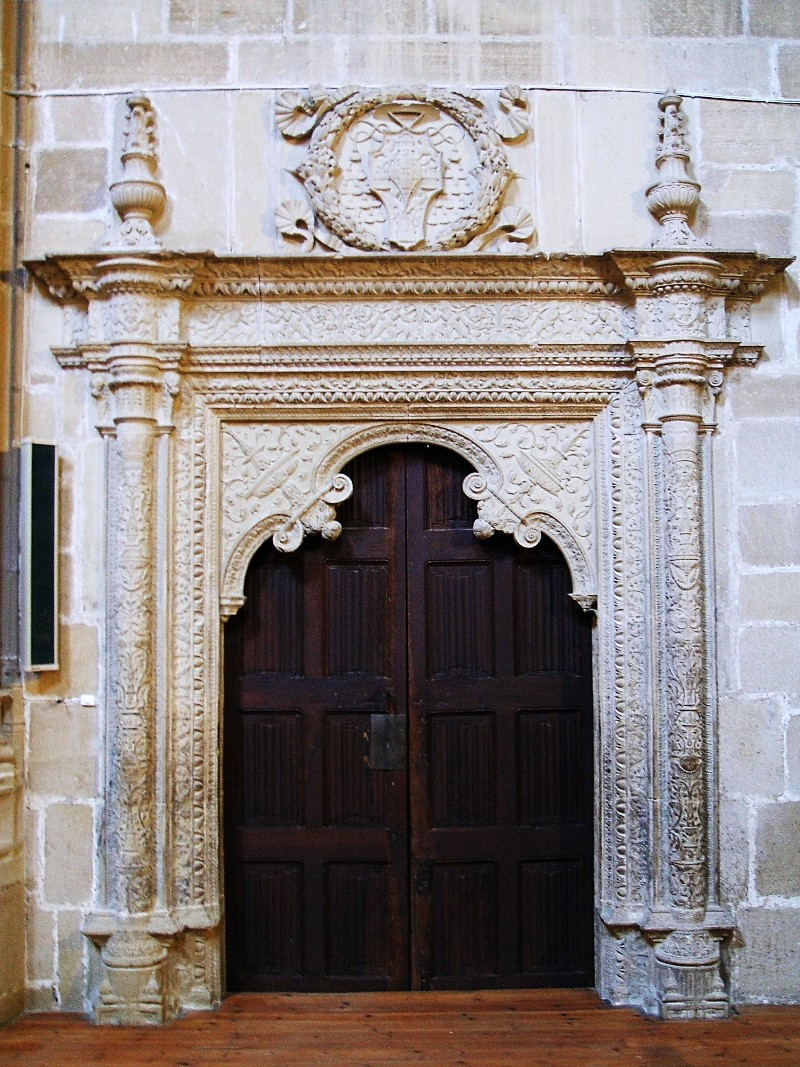
Puerta plateresca
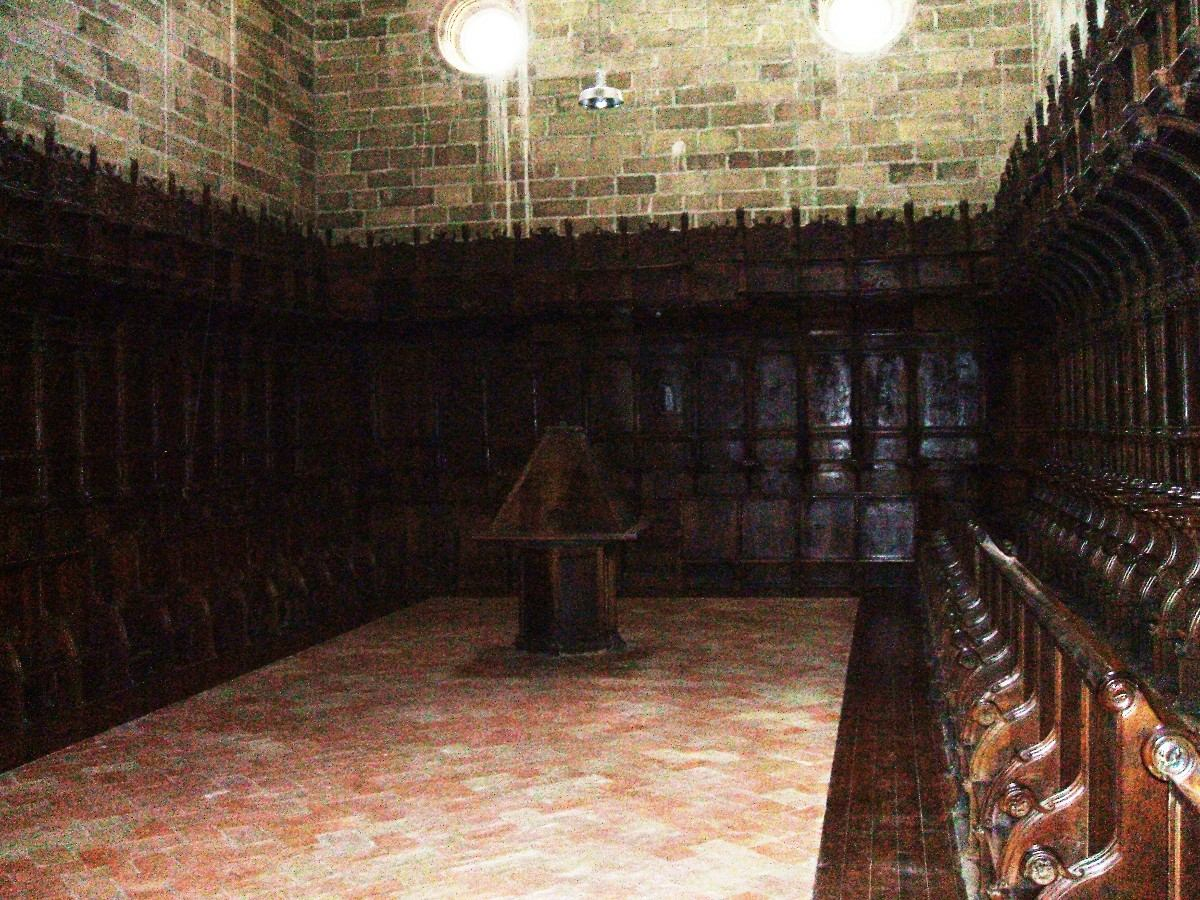
Sillería del coro
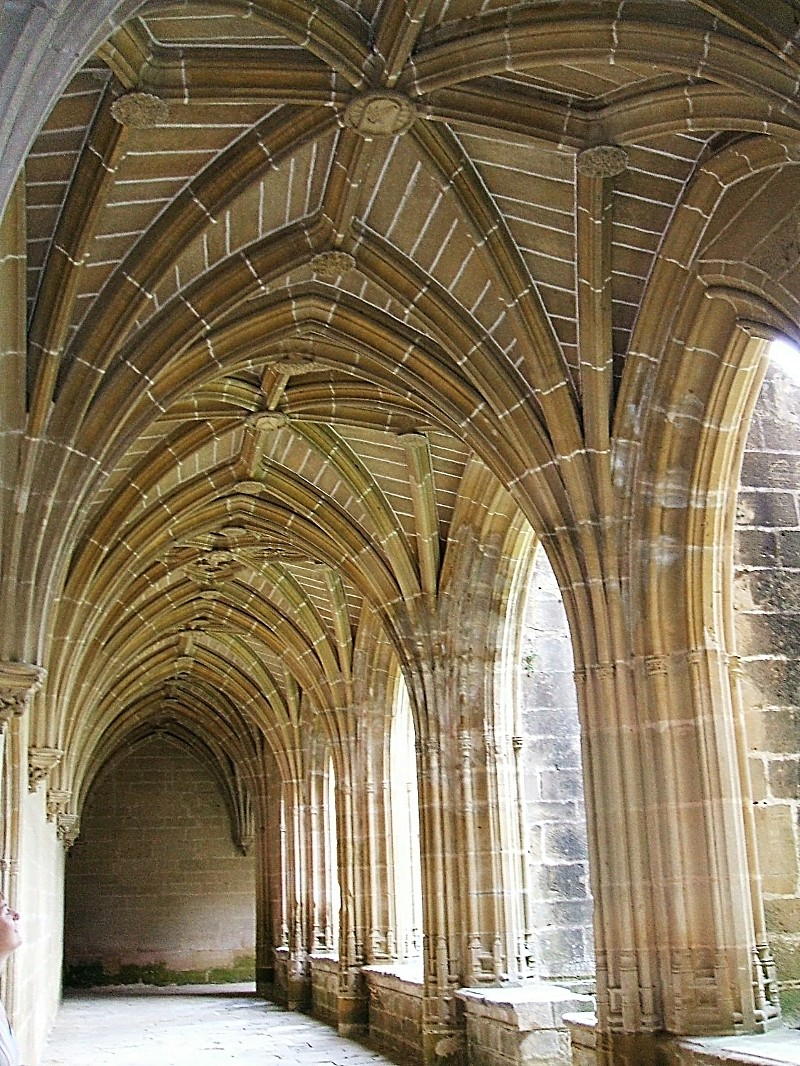
Claustro gótico
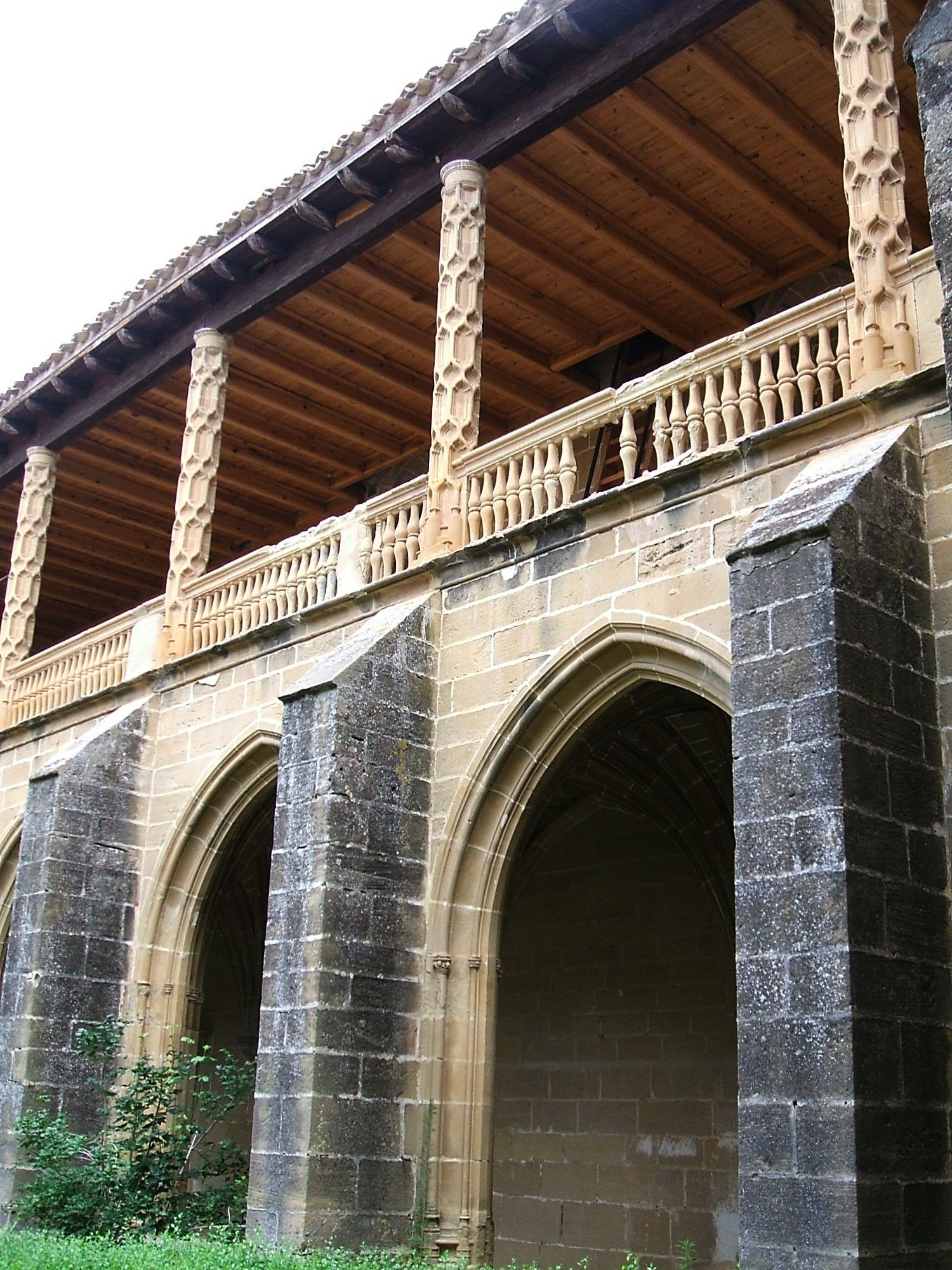
Claustro gótico